# 卢尔马兰城堡

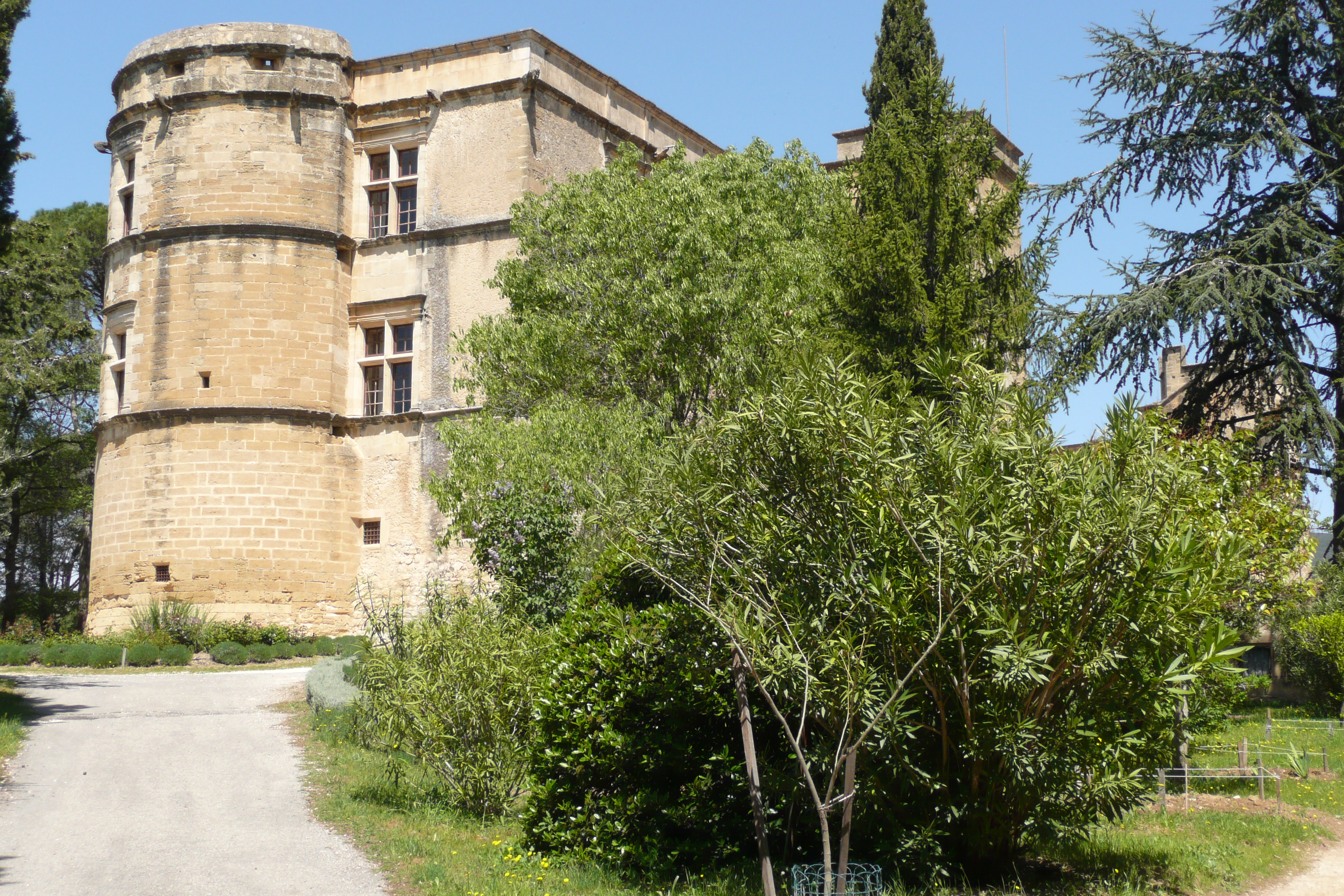
卢尔马兰城堡

卢尔马兰城堡（法語：Château de Lourmarin）是法国普罗旺斯-阿尔卑斯-蓝色海岸大区沃克吕兹省卢尔马兰的一座城堡。
它最初是一座12世纪的堡垒，15世纪由国王安茹的勒内的管家Foulques d'Agoult改建。1526年后，这座城堡属于路易·达古-蒙托邦（Louis d’Agoult-Montauban）和他的妻子布朗什·德莱维-旺塔杜尔（Blanche de Lévis-Ventadour），其新的附楼是普罗旺斯地区的第一座文艺复兴建筑。
之后，城堡成为克雷基-莱迪吉埃（Créqui-Lesdiguières）家族的住宅，他们是拉图尔代格城堡的领主。他们虽然拥有这座城堡，但是从未在此居住过，这种状况一直持续到法国大革命开始。
大革命后，城堡虽然有两个业主，还是慢慢地沦为废墟。
最后，在1920年，化妆品生产商罗贝尔·洛朗·维贝尔（Robert Laurent-Vibert）买下了这座废墟，雇佣建筑师亨利·帕孔（Henri Pacon）进行修复。 1925年，罗贝尔·洛朗·维贝尔死于一场车祸。在遗嘱中，他把城堡捐赠给艾克斯的科学、农业、艺术和美文学院（Académie des Sciences, Agriculture, Arts et Belles Lettres），条件是支持年轻的艺术家。